# Paddle River
Paddle River är ett vattendrag i Kanada.   Det ligger i provinsen Alberta, i den centrala delen av landet, 2 900 km väster om huvudstaden Ottawa.
Trakten runt Paddle River består till största delen av jordbruksmark. Runt Paddle River är det mycket glesbefolkat, med 2 invånare per kvadratkilometer.